# Nova Zelanda al Festival de la Cançó d'Eurovisió Àsia
Nova Zelanda va ser un dels països que volien participar en la primera edició del festival d'Eurovisió Àsia, que es va cancel·lar.

## Participació
| Any  | Seu                                               | Artista | Cançó | Lloc | Punts |
| ---- | ------------------------------------------------- | ------- | ----- | ---- | ----- |
| 2019 | Centre de Convencions i Exposicions de Gold Coast |         |       |      | ?/10  |